# Ночной суп
Ночной суп (домашние записи) — первый студийный альбом группы «Адо». Записан и частично выпущен неофициально в 1988—1989 годах. Впервые был официально издан лишь в 2000 году.

## Об альбоме

### История создания
Альбом был записан в подмосковном городе Коломне двумя участниками тогда ещё безымянной группы — Андреем Гороховым и Валерием Аникиным. Горохов пел и играл на ритм-гитаре, а Валерий играл на ведущей и бас-гитаре. В начале 1988 года часть записей вышла под названием «Ночной суп». В этот же период были записаны и другие пленки, выпущенные неофициально в 1988—1989 годах. Затем записи этих лет вышли на первом официальном издании «Ночного супа» в 2000 году. Также на этих плёнках записалось несколько приглашённых музыкантов (см. раздел «Участники записи»), позже они вошли в основной состав группы. Альбом получил признание критиков, в частности, рецензента Александра Житинского.
Житинский высоко оценил творчество группы, назвав «Ночной суп» одной из приятных неожиданностей среди участников конкурса магнитоальбомов, который проводился журналом «Аврора». Хотя изначально Житинский обнаружил в пластинке сходство с творчеством «Аквариума», он быстро понял, что имеет дело не с подражателями, а с самобытным коллективом. Записанный в квартирных условиях альбом, содержавший две акустических гитары, бас-гитару и вокал, поразил не только Житинского, но и заглянувшего к нему на следующий день Гребенщикова, назвавшего запись «настоящим рок-н-роллом». В состав альбома вошло всего восемь песен и одна перебивка, наполненные незамысловатой лирикой и искренними и трогательными мелодиями, напоминавшие творчество Гребенщикова и раннего Цоя.
Этот альбом принес группе известность, способность соперничать в популярности с ведущими рок-группами СССР. Лучшие песни с альбома были впоследствии перезаписаны для альбома «Останови меня, Ночь» в профессиональных условиях.

### Список изданий альбома
Впервые альбом был выпущен неофициально в виде магнитоальбома в 1988 году. Официально альбом был издан в 2000 году лейблом RDM в формате CD в двух частях. Затем он был переиздан в 2002 году лейблом АиБ Рекордс в формате кассеты с изменённым треклистом и в 2016 году лейблом Союз Мьюзик в формате сетевого релиза с другой обложкой и также изменённым треклистом.

## Список композиций
Автор всех композиций, кроме отмеченных — Андрей Горохов.

### Первое официальное издание 2000 года
| №   | Название                             | Автор(ы)                   | Длительность |
| --- | ------------------------------------ | -------------------------- | ------------ |
| 1.  | «Боланоид»                           |                            | 0:36         |
| 2.  | «Пассажир»                           |                            | 2:27         |
| 3.  | «Стакан воды»                        |                            | 4:08         |
| 4.  | «Река»                               |                            | 2:37         |
| 5.  | «Жизнь её цветов»                    |                            | 2:55         |
| 6.  | «Сказка из леса»                     |                            | 1:57         |
| 7.  | «Я защищаю дом»                      |                            | 1:53         |
| 8.  | «Я давил цветное стекло»             |                            | 3:07         |
| 9.  | «From A Windows» (The Beatles кавер) | Джон Леннон, Пол Маккартни | 1:23         |
| 10. | «Мой ветер»                          |                            | 3:14         |
| 11. | «Я остаюсь»                          |                            | 2:25         |
| 12. | «Когда тормозил трамвай»             |                            | 2:32         |
| 13. | «Девочка» (live bonus track)         |                            | 2:10         |
| 14. | «Капитан книга» (live bonus track)   |                            | 2:12         |
| 15. | «Ночной суп»                         |                            | 0:25         |

| №   | Название                                                        | Автор(ы)          | Длительность |
| --- | --------------------------------------------------------------- | ----------------- | ------------ |
| 1.  | «Я убегаю от дождя»                                             |                   | 1:27         |
| 2.  | «Останови меня, Ночь»                                           |                   | 3:07         |
| 3.  | «Нож»                                                           |                   | 1:25         |
| 4.  | «Парк (Это осень)»                                              |                   | 4:00         |
| 5.  | «Вдова (Твой дом в деревянном городе)»                          |                   | 2:30         |
| 6.  | «Дым!»                                                          |                   | 1:18         |
| 7.  | «20 поездов»                                                    |                   | 3:17         |
| 8.  | «LODONAMAHAYA»                                                  |                   | 2:36         |
| 9.  | «A - Arrival»                                                   |                   | 0:36         |
| 10. | «Русско-абиссинская народная песня ушельцев» ("Аквариум" кавер) | Борис Гребенщиков | 3:49         |
| 11. | «Knockin' On Heaven's Door» (live bonus track; Боб Дилан кавер) | Боб Дилан         | 8:03         |
| 12. | «Ночной суп»                                                    |                   | 0:25         |

### Переиздание 2016 года
| №   | Название                 | Длительность |
| --- | ------------------------ | ------------ |
| 1.  | «Я убегаю от дождя»      | 1:23         |
| 2.  | «Пассажир»               | 2:26         |
| 3.  | «Я давил цветное стекло» | 3:04         |
| 4.  | «Останови меня, Ночь»    | 3:02         |
| 5.  | «Мой ветер»              | 3:10         |
| 6.  | «Река»                   | 2:32         |
| 7.  | «Жизнь её цветов»        | 2:50         |
| 8.  | «Лесная сказка»          | 1:53         |
| 9.  | «Я защищаю дом»          | 1:51         |
| 10. | «Стакан воды»            | 4:07         |
| 11. | «Я остаюсь»              | 2:16         |
| 12. | «20 поездов»             | 3:12         |

## Участники записи

### Группа «Адо»
- Андрей Горохов — вокал, гитара, губная гармошка, перкуссия, звукорежиссер
- Валерий Аникин — бас-гитара, гитара, перкуссия

### Приглашённые музыканты
- Виталий Левковец — скрипка («Пассажир», «Парк (Это осень)», «Вдова (Твой дом в деревянном городе)», «Русско-абиссинская народная песня ушельцев»)
- Дмитрий Юнькин — бас-гитара («Пассажир», «Девочка», «Капитан книга», «Парк (Это осень)»)
- Иван Воропаев — альт («Пассажир», «Парк (Это осень)», «Вдова (Твой дом в деревянном городе)», «20 поездов», «Русско-абиссинская народная песня ушельцев»)[1][7]

## В культуре
Предположительно в 1988 году лидер советской рок-группы «Кино» Виктор Цой написал текст песни «Дети минут». При жизни автора песня не исполнялась на публике. По утверждению Александра Липницкого, Цой решил не выпускать песню, чтобы не обидеть своих товарищей из-за отсылок.
Так текст «Детей минут» начинается со строк «Один любит рок, другой любит сок». Это неявная цитата к песне «Адо» «Пассажир» с альбома «Ночной суп»  (февраль 1988): «Любимый напиток – сок, // Любимая музыка – рок...». У «Адо» эти пристрастия соответствуют одному и тому же объекту, тогда как Цой их противопоставляет.  Если учесть, что песня написана в конце 1980-х, то этот фрагмент может указывать на раскол между роком и поп-музыкой, резко обозначившийся во вкусах публики в этот период.